# Станиславівська окружна ліга

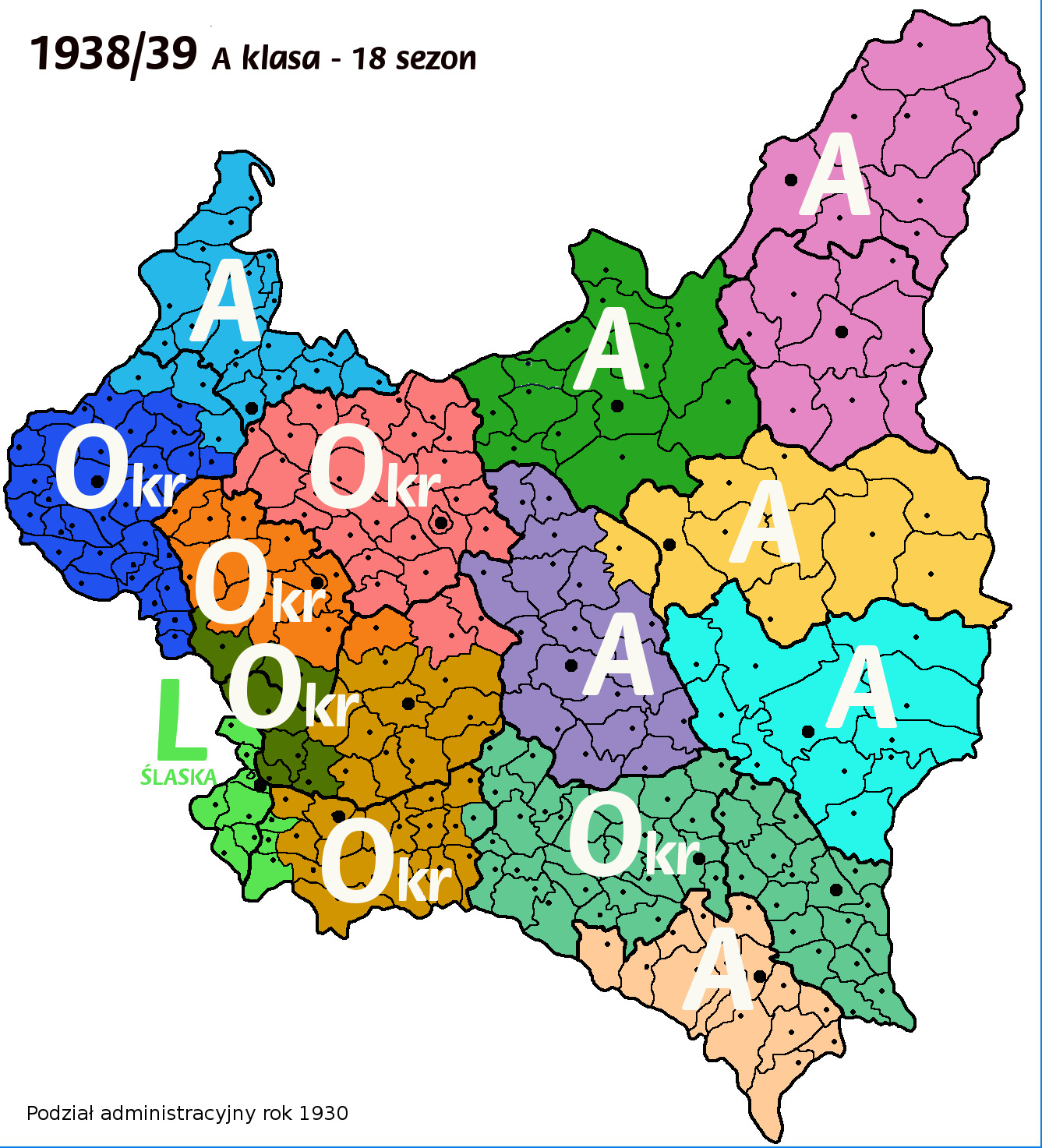
На карті позначена світло-рожевим кольором у нижньому правому куті

Станиславівська окружна ліга Польського футбольного союзу (пол. Liga okręgowa Stanisławowskiego Okręgu Związku Piłki Nożnej (OZPN)) — регіональний футбольний чемпіонат Станиславівського воєводства Польщі (на той час — Друга Річ Посполита), який розігрувався впродовж 1934—1939 років в класах «А», «Б» і «С».
Станиславівську регіональну лігу сформували внаслідок реорганізації Львівської окружної ліги 15 квітня 1934 року. Попереднє погодження на відповідні зміни було ухвалене з боку Польського футбольного союзу 21 березня 1934 року. Чимало футбольних клубів, залучених до лігових змагань у період спольщення Східної Галичини ІІ Польською Республікою, представляли стаціонарні армійські частини збройних сил цієї держави та місцеві відділення парамілітарних товариств.
Ліга вважається попередницею сучасного чемпіонату Івано-Франківської області, який проводиться в Україні після відновлення незалежності під егідою обласної асоціації футболу.

## Переможці (кл. «А»)
| Сезон   | Чемпіони                    | Срібні призери              | Бронзові призери            |
| ------- | --------------------------- | --------------------------- | --------------------------- |
| 1934    | Ревера (Станиславів)        | Стшелец Гурка (Станиславів) | Станиславовія (Станиславів) |
| 1935    | Ревера (Станиславів)        | Стшелец Гурка (Станиславів) | Станиславовія (Станиславів) |
| 1936    | Погонь (Стрий)              | Стшелец Гурка (Станиславів) | КСЗН (Ріпне)                |
| 1936/37 | Ревера (Станиславів)        | Стшелец Гурка (Станиславів) | КСЗН (Ріпне)                |
| 1937/38 | Ревера (Станиславів)        | КСЗН (Ріпне)                | Стшелец Гурка (Станиславів) |
| 1938/39 | Стшелец Гурка (Станиславів) | Ревера (Станиславів)        | КСЗН (Ріпне)                |
| 1939/40 | не завершився               | не завершився               | не завершився               |

## Фінали кубку
| Сезон | Переможці             | Фіналісти            | Рахунок       |
| ----- | --------------------- | -------------------- | ------------- |
| 1937  | Стшелец «Раз Два Тши» | Бистриця (Надвірна)  | 3:2           |
| 1938  | КСЗН (Ріпне)          | Ревера (Станиславів) | 3:2           |
| 1939  | не проводився         | не проводився        | не проводився |

## Підсумкова таблиця чемпіонату в кл. «А» (1934-1939)
Виділеним шрифтом імена клубів, які не брали участі в останньому розіграші чемпіонату.
| #  | Клуб                             | Сезони | Ігри | Очки | Голи   | Ст. Бр. | Титул(и) |
| 1  | ВЦКС (СКС) Ревера (Станиславів)  | 6      | 65   | 96   | 214-83 | 2.578   | 4        |
| 2  | КС Стшелец Гурка (Станиславів)   | 6      | 66   | 91   | 133-81 | 1.642   | 1        |
| 3  | КСЗН (Ріпне)                     | 4      | 52   | 65   | 138-73 | 1.890   |          |
| 4  | КС Стшелец «Раз Два Тши»         | 5      | 60   | 49   | 91-138 | 0.659   |          |
| 5  | КС Покуццє (Коломия) (ВКС 49 пп) | 5      | 60   | 37   | 73-168 | 0.435   |          |
| 6  | КС Стшелец (Брошнів)             | 3      | 40   | 31   | 61-102 | 0.598   |          |
| 7  | ВЦКС (СКС) Погонь (Стрий)        | 1      | 13   | 21   | 38-8   | 4.750   | 1        |
| 8  | КС Бистриця (Надвірна)           | 2      | 28   | 19   | 33-61  | 0.541   |          |
| 9  | ТЕСП (Калуш)                     | 1      | 14   | 14   | 25-20  | 1.250   |          |
| 10 | КС Станиславовія (Станиславів)   | 3      | 24   | 13   | 30-61  | 0.492   |          |
| 11 | СТ Пролом (Станиславів)          | 2      | 26   | 12   | 26-67  | 0.388   |          |

1. ↑  Коефіцієнт забитого м'яча до пропущених м'ячів, який іноді визначав переможця у декількох футбольних змаганнях до початку Другої світової війни.

Примітки:
- Погонь (Стрий) зіграв лише один сезон у Станиславівський окружній лізі, після чого повернувся до Львівської окружної ліги
- Поєдинок «Ріпне» — «Покуццє» (Станиславів) було скасовано через підозру в договірному характері матчу
- Абревіатура КС означає «Спортивний клуб»
- Абревіатура СТ означає «Спортивне Товариство»
- Абревіатура ВЦКС означає «Військово-Цивільний Спортивний Клуб»
- Абревіатура СКС означає «Спортивний Клуб Станиславів (або -Стрий)»
- пп означає піхотний полк (49-й гуцульський стрілецький полк)
- ТЕСП Калуш спонсорувала компанія TESP (Львів)